# Philippe Hottinguer
Pour les articles homonymes, voir Hottinguer.
Philippe Hottinguer, né le 16 novembre 1969, est un banquier d’affaires franco-suisse. Après avoir travaillé dans la banque familiale (Banque Hottinguer & Cie Paris, cédée au Groupe Crédit Suisse en 1997), il a fondé le Groupe Philippe Hottinguer, présent en France et en Suisse et qui développe deux types d'activités : le conseil en banque d’affaires et la gestion de fortune.

## Formation
Philippe Hottinguer a suivi sa scolarité en France à l’école Saint-Martin de France à Pontoise (95). Il est diplômé de l'université du Nord-Est à Boston, États-Unis (Bachelor en finance) et de l’Université de Paris-Dauphine (maîtrise en banque, finance, assurance).

## Famille
Philippe Hottinguer, père de cinq enfants, est issu de l’une des plus anciennes familles de banquiers d’Europe, originaire de Zollikon sur les bords du lac de Zurich (Suisse). C’est un descendant direct de Jean-Conrad Hottinguer, baron d’Empire, fondateur de la banque Hottinguer et de la Banque de France dont il a été régent et fondateur de la Caisse d’Épargne et de Prévoyance de Paris avec Benjamin Delessert en 1818. Son grand-père paternel, Rodolphe Hottinguer, a été pendant plus de trente-cinq ans, président de l’Association française des banques (aujourd’hui Fédération bancaire française) tandis que son grand-père maternel, Bernard de Plas, époux de Monique Saint (famille d’industriels du textile) a contribué à l’essor de la publicité en France (voir la généalogie sommaire de la famille Hottinguer).

## Carrière
Après un passage chez Neuflize Schlumberger Mallet, puis chez Meeschaert-Rousselle en tant que sales trader options, Philippe Hottinguer intègre en 1994 la banque familiale Hottinguer & Cie Paris à la demande de son père, Paul Hottinguer. Il y occupe différentes fonctions dans la division des marchés de capitaux jusqu’en 1997, date de cession de la banque au Groupe Crédit Suisse, au sein duquel il est ensuite responsable de l’advisory desk pour la banque privée et la gestion d’actifs à Paris. 
En 2000, il fonde une entité qui deviendra par la suite Dexia Invest Conseil, dont il est directeur général jusqu’en 2003. Cette année-là, il décide de voler de ses propres ailes en rachetant à Dexia Banque Privée l’entité qu’il a créée et qui s’appelle aujourd’hui le Groupe Philippe Hottinguer (auparavant H et Associés). Le groupe, qui met son expertise au service des entrepreneurs, se structure et s’étoffe au fil des années, avec notamment la création de Philippe Hottinguer Finance, société de conseil en banque d’affaires fondée après la vente du pôle de courtage et d’intermédiation financière du groupe en 2012,,.
Président de Philippe Hottinguer Finance, Philippe Hottinguer est aussi président du conseil de surveillance de Philippe Hottinguer Gestion, qui développe la seconde activité du groupe : la gestion aussi bien privée (sous mandat) que collective,. Philippe Hottinguer Gestion s'est notamment montrée pionnière en ce qui concerne les fonds d’investissement en actions et obligations à caractère environnemental classés « Article 9 » selon le règlement SFDR, recueillant une médaille d'argent pour son fonds Abacus Green Deal. Parallèlement, il a créé Ramp-Up, une marque de Philippe Hottinguer Finance qui aide les start-up à lever des fonds, en leur offrant l’assistance d’experts et en s’associant à leur succès pour toute rémunération. Le Groupe Philippe Hottinguer est aussi implanté en Suisse, à travers Philippe Hottinger Finance et Philippe Hottinger Advisory.

## Mécénat
À travers le Groupe Philippe Hottinguer comme à titre personnel, Philippe Hottinguer s'engage régulièrement[réf. nécessaire] dans du mécénat culturel, par exemple en faveur de la reconstruction de Notre-Dame, et sportif, notamment en soutenant le Grand Prix de France Historique depuis 2019. Il participe depuis 2017 en tant que sponsor à l’organisation du premier diner du cercle Charles Gide sur Économie et Protestantisme. 

## Activités sportives
Philippe Hottinguer est pilote automobile dans des compétitions de véhicules historiques avec plusieurs victoires à son palmarès,.
Depuis 2022, il est administrateur et membre du Comité Directeur de l'Automobile Club de L'Ouest, organisateur de la course des 24 heures du Mans, du Championnat du monde d'endurance (WEC) et des European Le Mans Series (ELMS). Il est également membre du comité stratégique de Peter Auto (co-organisateur du Mans Classic).